# Paul L. Smith
Paul Lawrence Smith (24. června 1936, Everett, Massachusetts, USA – 25. dubna 2012, Ra'anana, Izrael) byl americký herec.
Mezi jeho nejznámější filmy v Česku patří Šimon a Matouš a Šimon a Matouš jedou na riviéru, kde se v hlavní roli představil po boku Antonia Cantafora. Tyto filmy získaly svou oblibu díky napodobení stylu dvojice Buda Spencera a Terence Hilla. Dvojice však natočila ještě další tří společné filmy – Karambol, Karambol 2 a v Česku neuvedený Noi non siamo angeli.

## Filmografie
- 1958 Kolt pro leváka (Smith)
- 1974 Karambol
- 1975 Karambol 2
- 1975 Šimon a Matouš (Šimon); Šimon a Matouš jedou na riviéru (Šimon)
- 1978 Půlnoční expres (Hamidou)
- 1980 Pepek námořník (Popeye) režie: Robert Altman /Bluto/
- 1984 Duna (Glossu Rabban)
- 1985 Rudá Sonja (Falcon)
- 1990 Štvanec
- 1994 Maverick režie: Richard Donner /ruský hrabě/